# Пиндер, Джон
Джон Пиндер (англ. John J. Pinder, Jr.; 6 июня 1912 — 6 июня 1944) — солдат Армии США, кавалер высшей военной награды США — Медали Почёта за свой подвиг во время Битвы за Нормандию в период Второй мировой войны. Награждён посмертно, погиб в бою.

## Биография
Окончил школу в городе Батлер, штат Пенсильвания. Был профессиональным игроком в бейсбол, питчер.
Пиндер вступил в Армию США в декабре 1941 года. С января 1942 проходил подготовку в лагере во Флориде.
С августа 1942 года - техник пятого класса, вместе с частью передислоцирован в Англию.
Участвовал в Мароккано-алжирской операции против Африканского корпуса немцев, затем в июле 1943 года в Сицилийской операции.
В ноябре 1943 года возвратился в Англию, где была начата подготовка к высадке в Нормандии.
На 6 июня 1944 года проходил службу в звании техника пятого класса в 16-м пехотном полку 1-й пехотной дивизии.
6 июня 1944 года он участвовал в высадке войск союзников недалеко от Кольвиль-сюр-Мер, Франция.
Несмотря на то, что он был дважды ранен, Пиндер отказался от медицинской помощи, и до получения третьего - смертельного ранения, продолжал сбор оборудования связи, выполняя приказ установить радиостанцию на берегу.
Посмертно награждён Медалью Почёта 4 января 1945 года.

## Память
В честь Пиндера был назван парк, расположенный на месте бывшей казармы, в немецком городе Цирндорф. Изначально, 11 мая 1949 года в его честь была названа казарма в этом городе. Здание казармы, построенное в 1935 году, было занято в 1945 году 16-м пехотным полком США, в котором служил Пиндер. Казарма функционировала до 1993 года - до вывода американского контингента. В настоящее время от казармы остались лишь ворота, которые являются частью парка.

## Подвиг
Цитата из наградного листа Медалью Почёта:
«За выдающиеся храбрость и отвагу, риск для жизни, проявленные выше и сверх требований долга, проявленные в бою с врагом около Кольвиль-сюр-Мер, Франция, 6 июня 1944 года. В «День Д» техник пятого класса Пиндер высадился на отмель в 100 ярдах от берега под яростным пулемётным и артиллерийским огнём противника, который стал причиной серьезных потерь среди десанта. Неся жизненно важную радиостанцию, он, по пояс в воде, изо всех сил продвигался к берегу. В нескольких ярдах от своей цели, он был поражён вражеским огнём и тяжело ранен. Техник пятого класса Пиндер не остановился. Он преодолел отмель и донёс радиостанцию. Отказавшись от передышки или получения медицинской помощи, он, несмотря на ужасную слабость от потери крови и острую боль, трижды возвращался в находящуюся под обстрелом полосу прибоя для спасения связного оборудования. Он доставил много важных запасных частей и оборудование, включая ещё одну рабочую радиостанцию. При третьем заходе он был снова ранен, поражён пулемётным огнём в ноги. Но всё же этот отважный солдат не остановился для отдыха или получения медицинской помощи. Оставаясь под тяжёлым огнём противника, чувствуя растущую слабость, он помогал устанавливать жизненно важную радиосвязь на берегу. Во время этого занятия бесстрашный солдат был поражён третий раз, и насмерть. Упрямая личная храбрость техника пятого класса Пиндена послужила великолепным вдохновением для его сослуживцев.» 
Оригинальный текст (англ.)For conspicuous gallantry and intrepidity above and beyond the call of duty on 6 June 1944, near Colleville-sur-Mer, France. On D-day, Technician 5th Grade Pinder landed on the coast 100 yards off shore under devastating enemy machinegun and artillery fire which caused severe casualties among the boatload. Carrying a vitally important radio, he struggled towards shore in waist-deep water. Only a few yards from his craft he was hit by enemy fire and was gravely wounded. Technician 5th Grade Pinder never stopped. He made shore and delivered the radio. Refusing to take cover afforded, or to accept medical attention for his wounds, Technician 5th Grade Pinder, though terribly weakened by loss of blood and in fierce pain, on 3 occasions went into the fire-swept surf to salvage communication equipment. He recovered many vital parts and equipment, including another workable radio. On the 3rd trip he was again hit, suffering machinegun bullet wounds in the legs. Still this valiant soldier would not stop for rest or medical attention. Remaining exposed to heavy enemy fire, growing steadily weaker, he aided in establishing the vital radio communication on the beach. While so engaged this dauntless soldier was hit for the third time and killed. The indomitable courage and personal bravery of Technician 5th Grade Pinder was a magnificent inspiration to the men with whom he served.